# ماهیچه کوتاه بازکننده شست دست
در کالبدشناسی انسان، ماهیچهٔ کوتاه بازکننده شست دست یا عضله اکستانسور پولیسیس برویس (Extensor pollicis brevis) یک ماهیچه اسکلتی در سمت پشتی ساعد است. ماهیچه کوتاه بازکننده شست دست در سمت داخلی ماهیچه دراز دورکننده شست دست (ابداکتور پولیسیس لونگوس) قرار دارد و ارتباط نزدیکی با آن دارد. ماهیچه کوتاه بازکننده شست دست (EPB) متعلق به گروه عمقی بخش خلفی نیامی (فاسیال) ساعد و بخشی از مرز جانبی انفیه‌دان دست است.

## ساختار
ماهیچه کوتاه بازکننده شست دست از استخوان زند زیرین دیستال به ماهیچه دراز دورکننده شست دست، از غشای بین استخوانی ساعد و از سطح پشتی زند زبرین (رادیوس) منشأ می‌گیرد.
جهت آن مشابه جهت ماهیچه دراز دورکننده شست دست است، زردپی آن از همان شیار در سمت جانبی انتهای پایینی زند زبرین عبور می‌کند تا در قاعده بند اول انگشت شست قرار گیرد.

### تغییر
ماهیچه کوتاه بازکننده شست دست در برخی افراد غایب است. گاه نیز زردپی آن با زردپی ماهیچه دراز بازکننده شست دست یا ماهیچه دراز دورکننده شست دست ادغام می‌شود.

## کارکرد
ماهیچه کوتاه بازکننده شست دست در رابطه نزدیک با ماهیچه دراز دورکننده شست دست، هم اکستنشن و هم ابداکشن انگشت شست را در مفاصل مچ‌دستی‌کف‌دستی (کارپومتاکارپ) و مفصل کف‌دستی‌بندانگشتی (متاکارپوفالانژیال) انجام می‌دهد.

## = منابع
=
- | - دالی deltoid - کلاهک گرداننده rotator cuff (بالاخاری supraspinatus • زیرخاری infraspinatus • گرد کوچک teres minor • زیرکتفی subscapularis) - گرد بزرگ teres major |                                                                                                   |
| نیام‌ها | - نیام دالی deltoid fascia - نیام بالاخاری supraspinous fascia - نیام زیرخاری infraspinous fascia |

| پیشین  | - غرابی‌بازویی coracobrachialis - دوسر بازو biceps - بازویی brachialis                                                                                                 |
| پسین   | - سه‌سر بازو triceps brachii - آرنجی anconeus - مفصلی آرنج articularis cubiti                                                                                          |
| نیام‌ها | - غلاف زیربغلی axillary sheath - نیام زیربغلی axillary fascia - نیام بازویی brachial fascia - تیغه‌های میان‌ماهیچه‌ای intermuscular septa (جانبی lateral • داخلی medial) |
| فضاها  | - فضای چهارگوش quadrangular space • فضای سه‌گوش triangular space • فاصله سه‌گوش triangular interval                                                                     |

| سطحی: | - درون‌گردان گرد pronator teres - دراز کف‌دستی palmaris longus - خم‌کننده مچ به زند بالایی flexor carpi radialis - خم‌کننده مچ به زند پایینی flexor carpi ulnaris - خم‌کننده سطحی انگشتان flexor digitorum superficialis |
| عمقی: | - درون‌گردان چهارگوش pronator quadratus - عمقی خم‌کننده انگشتان flexor digitorum profundus - دراز خم‌کننده شست flexor pollicis longus                                                                                  |

| سطحی: | - دسته متحرک mobile wad (بازویی‌زندبالایی brachioradialis • دراز بازکننده مچ به زند بالایی extensor carpi radialis longus • کوتاه بازکننده مچ به زند بالایی extensor carpi radialis brevis) - بازکننده انگشتان extensor digitorum - بازکننده انگشت کوچک extensor digiti minimi - بازکننده مچ به زند پایینی extensor carpi ulnaris |
| عمقی: | - برون‌گردان supinator - انفیه‌دان دست anatomical snuff box (دراز دورکننده شست abductor pollicis longus • کوتاه بازکننده شست extensor pollicis brevis • دراز بازکننده شست extensor pollicis longus) - بازکننده انگشت اشاره extensor indicis                                                                                        |

| سطحی: | - درون‌گردان گرد pronator teres - دراز کف‌دستی palmaris longus - خم‌کننده مچ به زند بالایی flexor carpi radialis - خم‌کننده مچ به زند پایینی flexor carpi ulnaris - خم‌کننده سطحی انگشتان flexor digitorum superficialis |
| عمقی: | - درون‌گردان چهارگوش pronator quadratus - عمقی خم‌کننده انگشتان flexor digitorum profundus - دراز خم‌کننده شست flexor pollicis longus                                                                                  |

| سطحی: | - دسته متحرک mobile wad (بازویی‌زندبالایی brachioradialis • دراز بازکننده مچ به زند بالایی extensor carpi radialis longus • کوتاه بازکننده مچ به زند بالایی extensor carpi radialis brevis) - بازکننده انگشتان extensor digitorum - بازکننده انگشت کوچک extensor digiti minimi - بازکننده مچ به زند پایینی extensor carpi ulnaris |
| عمقی: | - برون‌گردان supinator - انفیه‌دان دست anatomical snuff box (دراز دورکننده شست abductor pollicis longus • کوتاه بازکننده شست extensor pollicis brevis • دراز بازکننده شست extensor pollicis longus) - بازکننده انگشت اشاره extensor indicis                                                                                        |

| کف‌دستی جانبی | - برجستگی بزرگ Thenar (روبه‌روکننده شست opponens pollicis • کوتاه خم‌کننده شست flexor pollicis brevis • کوتاه دورکننده شست abductor pollicis brevis) - نزدیک‌کننده شست adductor pollicis                        |
| کف‌دستی داخلی | - برجستگی کوچک Hypothenar (روبه‌روکننده انگشت کوچک opponens digiti minimi • کوتاه خم‌کننده انگشت کوچک flexor digiti minimi brevis • دورکننده انگشت کوچک abductor digiti minimi) - کوتاه کف‌دستی palmaris brevis |
| وسطی         | - کِرمی lumbrical - میان‌استخوانی interossei (پشتی dorsal • کف‌دستی palmar) |
| نیام‌ها       | \| پسین: \| - نگهدار بازکننده extensor retinaculum - پهنه بازکننده extensor expansion \| \| پیشین: \| - نگهدار خم‌کننده flexor retinaculum - زردپی پهن کف‌دستی palmar aponeurosis \|                           |
| پسین:        | - نگهدار بازکننده extensor retinaculum - پهنه بازکننده extensor expansion |
| پیشین:       | - نگهدار خم‌کننده flexor retinaculum - زردپی پهن کف‌دستی palmar aponeurosis |

| پسین:  | - نگهدار بازکننده extensor retinaculum - پهنه بازکننده extensor expansion |
| پیشین: | - نگهدار خم‌کننده flexor retinaculum - زردپی پهن کف‌دستی palmar aponeurosis || داده‌های کتابخانه‌ای: پایگاه‌های دادهٔ علمی | - واژگان کالبدشناسی |